# گوومین-پووودنگه
گوومین-پووودنگه (به لاتین: Gołymin-Południe) یک روستا در لهستان است که در گمینا گوومین-اوشرودک واقع شده‌است.